# Tokuh
Tokuh, auch Tokoo, war ein Goldgewicht in Guinea. Das Gewicht entsprach einer kleinen Beere. Ein Aki konnte 8, aber auch 7 Tokuh haben. Jedes Maß zwischen 1 Tokuh und 8 Tokuh hatte eine gesonderte Bezeichnung; ist aber nicht überliefert.
- 1 Tokuh = 0,1594 bis 0,1621 Gramm
- 8 Tokuh = 1 Aki/Ake = 1,275 Gramm